# London Stadium
London Stadium è un impianto sportivo polivalente britannico che sorge all'interno del Parco Olimpico di Londra nel distretto di Newham, a circa 10 km a est-nordest di Charing Cross, in un'area compresa tra i corsi d'acqua Lea e City Mill.
Costruito tra il 2009 e il 2011 e inaugurato come Stadio Olimpico, servì come impianto principale dei Giochi della XXX Olimpiade e dei XIV Giochi paralimpici estivi, organizzati entrambi da Londra nel 2012.
Dopo i Giochi fu sottoposto a lavori di riadattamento, tra i quali una nuova copertura, per renderlo un impianto multisportivo e non solo prevalentemente dedito all'atletica; fu anche rinominato, dapprima The Stadium at Queen Elizabeth Park o The Stadium e, successivamente, London Stadium.
Grazie a un accordo cinquantennale stipulato nel 2013 con UK Athletics, esso è lo stadio nazionale britannico d'atletica.
Con i suoi 60000 spettatori è, per capienza, il terzo della città (dopo Wembley e Twickenham) tra quelli non di proprietà di club nonché il primo di proprietà pubblica; esso è concesso per 99 anni al club calcistico West Ham Utd a partire dal 2016.
La struttura ospitò nel 2017 i campionati del mondo assoluti e paralimpici di atletica leggera; in precedenza, nel 2015, era stata sede di cinque incontri, tra cui la finale per il terzo posto, della Coppa del Mondo di rugby a XV e, a seguire, anche di incontri del Four Nations di rugby a XIII.
Dal 2018 ospita anche incontri di baseball del circuito promozionale MLB London Series, collegato alla Major League Baseball nordamericana.
È spesso utilizzato anche come sede di concerti grazie alla possibilità di spostamento delle tribune, che possono portare la capienza a 80000 posti per tale tipo di eventi.
Il progetto dell'impianto è dello studio Populous, già autore di altre strutture come per esempio il citato Wembley, 
L'impianto è di proprietà di E20 Stadium LLP, società controllata dal consiglio di Newham e da London Legacy Development Corporation, agenzia pubblica della capitale britannica; la gestione è affidata a London Stadium 185 Ltd.

## Storia
Prima ancora della presentazione della candidatura olimpica, il comitato organizzatore dei giochi presieduto da Sebastian Coe aveva già individuato a Stratford, nel distretto londinese di Newham, il luogo su cui edificare parco e stadio olimpico; si trattava di un'area di 500 acri (2 km²) compresa tra il fiume Lea, l'ultimo affluente del Tamigi prima della foce, e il canale navigabile City Mills, che sorge nel settore orientale della città storicamente parte dell'Essex fino al 1965, anno di incorporazione nella Grande Londra.
Il West Ham Utd, club londinese del distretto di Newham all'epoca di casa al Boleyn Ground, espresse il suo interesse al coinvolgimento nella costruzione del nuovo stadio e a una possibile occupazione a lungo termine per evitare il rischio di avere una cattedrale nel deserto una volta terminati i Giochi.
Tuttavia nessuna decisione sulla destinazione post-olimpica fu presa fino alla costruzione dello stadio; nel 2006 il comitato organizzatore affidò al contraente generale McAlpine tutte le fasi di realizzazione dello stadio, che si avvalse della consulenza architettonica dello studio HOK Sports (oggi Populous) e dell'ingegneria strutturale di Buro Happold Ltd.
Il valore iniziale dell'appalto era di 280000000 £ (~420000000 dell'epoca).
Il progetto generale delle opere olimpiche fu presentato a fine maggio 2008.

### La realizzazione
Il 22 maggio 2008, con tre mesi d'anticipo sul calendario lavori, aprì il cantiere dello stadio sotto la direzione lavori di Sir Robert McAlpine, il contraente generale.
La zona, altamente degradata prima dell'intervento edilizio, era infatti contaminata da materiale radioattivo e, preliminarmente ai lavori, fu necessario rimuovere in sicurezza circa 800000 t di suolo; tali lavori di bonifica richiesero meno del previsto, il che permise un avvio anticipato dei lavori di costruzione.

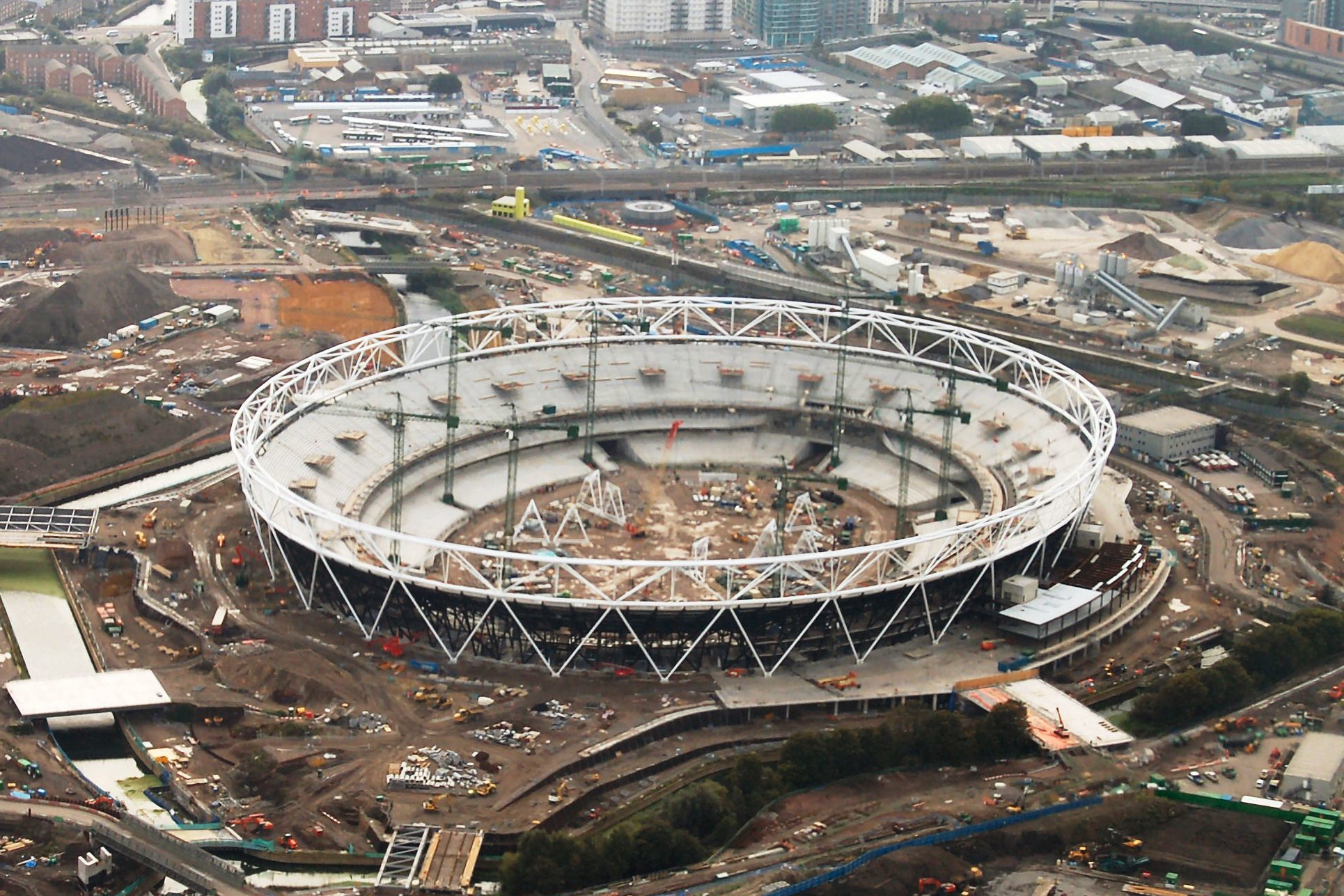
Fase di costruzione dello stadio a ottobre 2009

I lavori dello stadio furono portati avanti senza impedimenti né ambientali né burocratici, e il 29 marzo 2011 l'impianto fu consegnato per le prove al comitato olimpico; il costo calcolato a tale data fu di 486 milioni di sterline (~720000000 €), in gran parte raccolti tramite National Lottery, l'agenzia statale di gestione di lotterie e scommesse.
La realizzazione e la messa in opera della pista d'atletica furono completate il 3 ottobre successivo dall'italiana Mondo; la pista fu collaudata dal lunghista Chris Tomlinson, dalla mezzofondista Hannah England e dal discobolo paralimpico Dan Greaves.
L'opera completata per i Giochi olimpici poteva contenere 80000 spettatori e gli organizzatori rimarcarono l'estrema attenzione prestata al fattore ambientale nella sua realizzazione: fu messo infatti in evidenza come il peso totale dell'acciaio utilizzato per costruire lo stadio Olimpico fosse del 75% inferiore a quello di un impianto equivalente in dimensioni e capacità e come il cemento fosse stato prodotto da scarti industriali e avesse comportato il 40% in meno di anidride carbonica rispetto alle usuali tecniche di produzione.
Lo stadio aprì al pubblico, insieme a tutto il parco Olimpico, il 31 marzo 2012 quando ospitò sulla propria pista il tratto finale di una gara non competitiva organizzata da National Lottery, cui assistettero più di 40000 spettatori
L'inaugurazione ufficiale avvenne tuttavia il 6 maggio successivo durante lo spettacolo 2,012 Hours to Go organizzato allo stadio alla presenza del comitato organizzatore rappresentato da Sebastian Coe.

### Gli appuntamenti olimpici

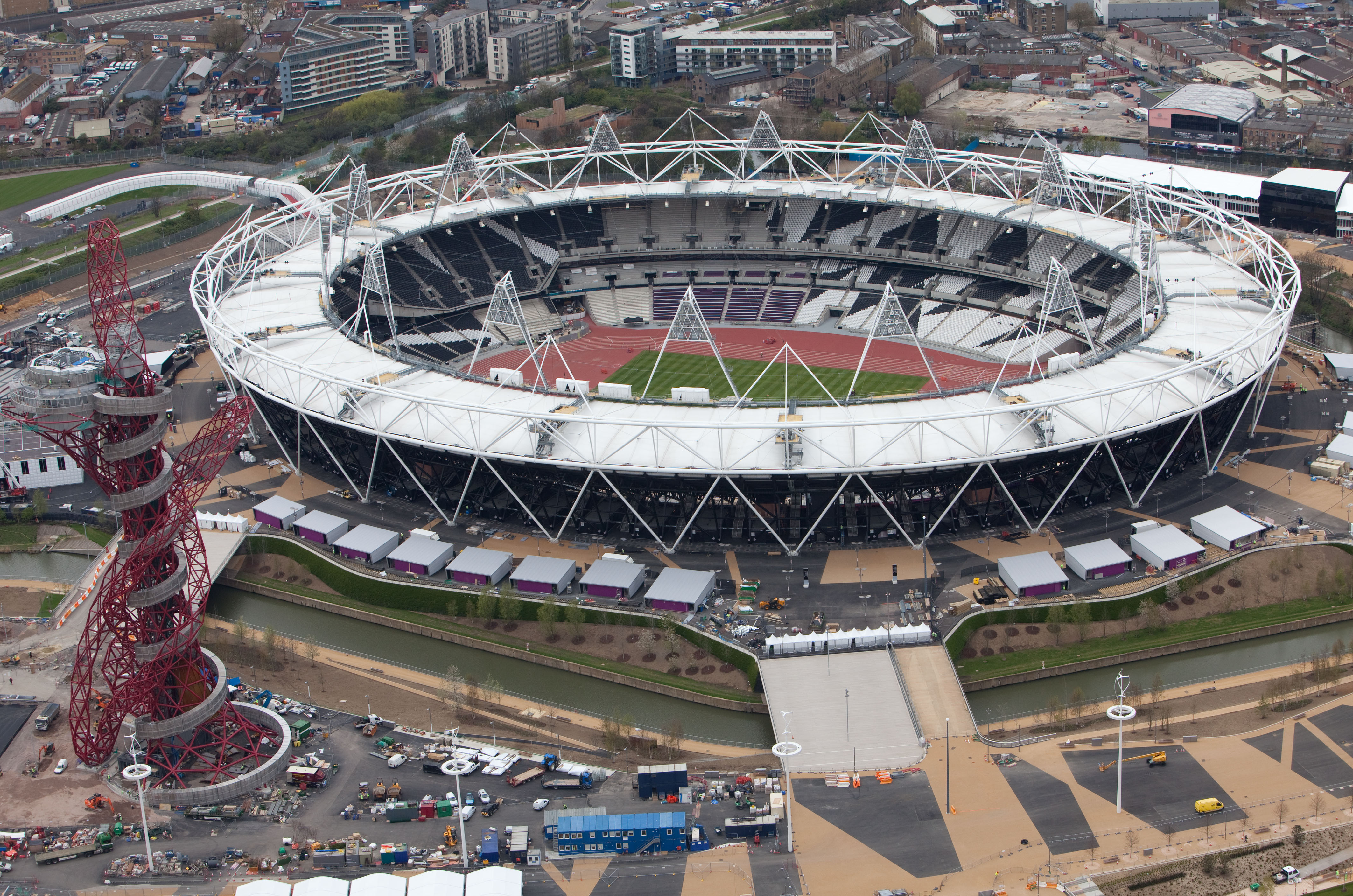
Lo stadio ultimato ad aprile 2012; a sinistra la torre ArcelorMittal Orbit

Il 27 luglio 2012 si tenne allo stadio la cerimonia d'apertura dei XXX Giochi, che prima della sfilata degli atleti vide una complessa coreografia diretta da Danny Boyle.
In tale edizione olimpica lo stadio vide superare alcuni primati assoluti d'atletica: il keniota David Rudisha abbassò il proprio limite mondiale degli 800 piani a 1’40”91; la staffetta giamaicana della 4×100 composta da Nesta Carter, Michael Frater, Yohan Blake e Usain Bolt vinse in 36”84, 2 decimi di secondo più veloce del proprio stesso record.
Sulla stessa distanza degli uomini, la staffetta femminile statunitense (Tianna Madison, Allyson Felix, Bianca Knight e Carmelita Jeter) abbatté l'ultraventicinquennale record tedesco-orientale stabilito a Canberra nel 1985, portandolo a 40”82.
Anche nel corso dei successivi Giochi paralimpici furono battuti numerosi record mondiali, tra i quali si citano quelli del britannico Richard Whitehead nei 200 piani categoria T42 in 24"38, dell'italiana Martina Caironi sui 100 piani categoria T42 e della brasiliana Terezinha Guilhermina sui 100 piani categoria T11 con 12"01 al termine di una finale che la vide prevalere sulle sue due connazionali Jerusa Geber Santos, argento, e Jhulia Dos Santos, bronzo.

### Dopo i Giochi olimpici

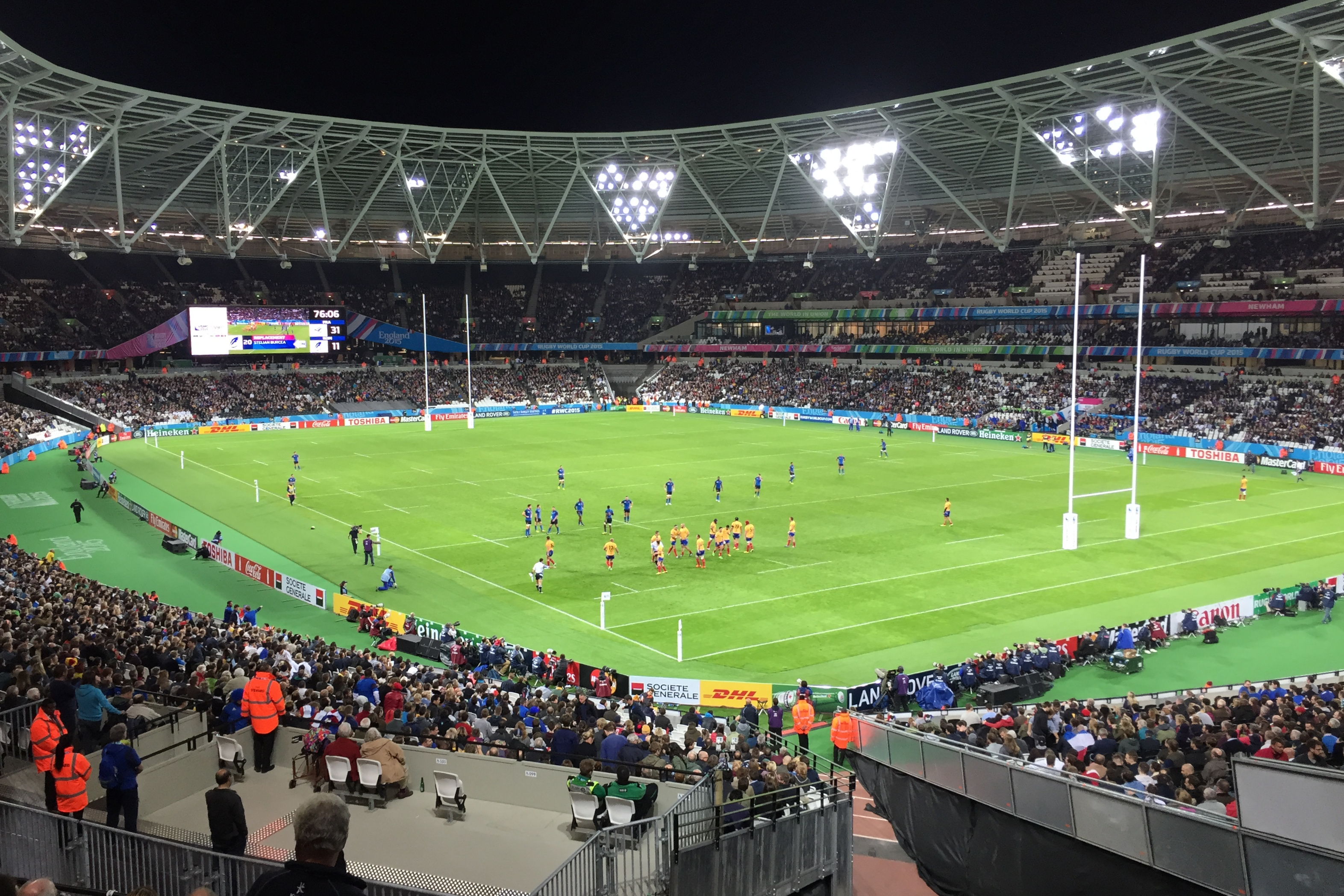
Una fase di – alla

Già da prima dello svolgimento dei Giochi olimpici l'allora proprietario dell'impianto, Olympic Park Legacy Company, aveva deciso di iniziare negoziazioni con i soggetti interessati alla conduzione dello stesso; nel 2011 la scelta cadde sul club calcistico del West Ham Utd, che ha sede nel borgo di Newham e il cui campo interno, il Boleyn Ground, era ormai obsoleto; tuttavia controversie legali insorsero e si fu costretti ad aprire una nuova negoziazione, che vide di nuovo il West Ham riproporsi e avere via libera dal ritiro del Tottenham, che aveva ingaggiato un contenzioso per l'utilizzo della struttura.
Ad aprile 2012 l'allora sindaco di Londra Boris Johnson sciolse la società Olympic Park Legacy Company e istituì al suo posto London Legacy Development Corporation, agenzia pubblica incaricata della proprietà delle strutture olimpiche.
Il 22 marzo 2013 fu formalizzata la concessione al West Ham Utd: il club londinese stipulò con l'agenzia proprietaria dello stadio un contratto di locazione di 99 anni a partire da tale data.
Due mesi più tardi, il 17 maggio 2013, fu stipulato un accordo con UK Athletics per la concessione cinquantennale dell'impianto, che diveniva così il nuovo stadio nazionale d'atletica al posto del vecchio Crystal Palace National Sports Centre; detto accordo lascia libera UK Athletics di chiedere il prolungamento del termine di ulteriori cinque anni o qualsiasi multiplo di cinque ma comunque non oltre i 99 anni dalla stipula.
Il primo grande appuntamento internazionale post-olimpico ospitato dall'impianto, il cui nome nel frattempo era stato cambiato in The Stadium at Queen Elizabeth Park, per brevità The Stadium, fu la Coppa del Mondo di rugby 2015 organizzata a cura della federazione inglese; allo Stadium si tennero quattro partite della fase a gironi più la finale per il terzo posto, che vide il Sudafrica battere 24-13 l'Argentina davanti a 55925 spettatori.
Nel 2016 il nome dell'impianto, per il quale il West Ham Utd non riuscì a trovare un name sponsor, fu cambiato in London Stadium.
Nel 2017 furono di scena al London Stadium i XVI campionati del mondo di atletica leggera; nel corso della competizione la staffetta britannica 4×100 maschile (Chijindu Ujah, Adam Gemili, Daniel Talbot e Nethaneel Mitchell-Blake) vinse la finale battendo il record europeo con 37"47 mentre la portoghese Inês Henriques migliorò il proprio primato mondiale sui 50 km di marcia con 4h05'56".
Un anno più tardi, nel luglio 2018, London Stadium ospitò la prima edizione della coppa del mondo d'atletica leggera, manifestazione che, a differenza del campionato mondiale, è riservata alle squadre nazionali e non ad atleti individuali.

## Caratteristiche

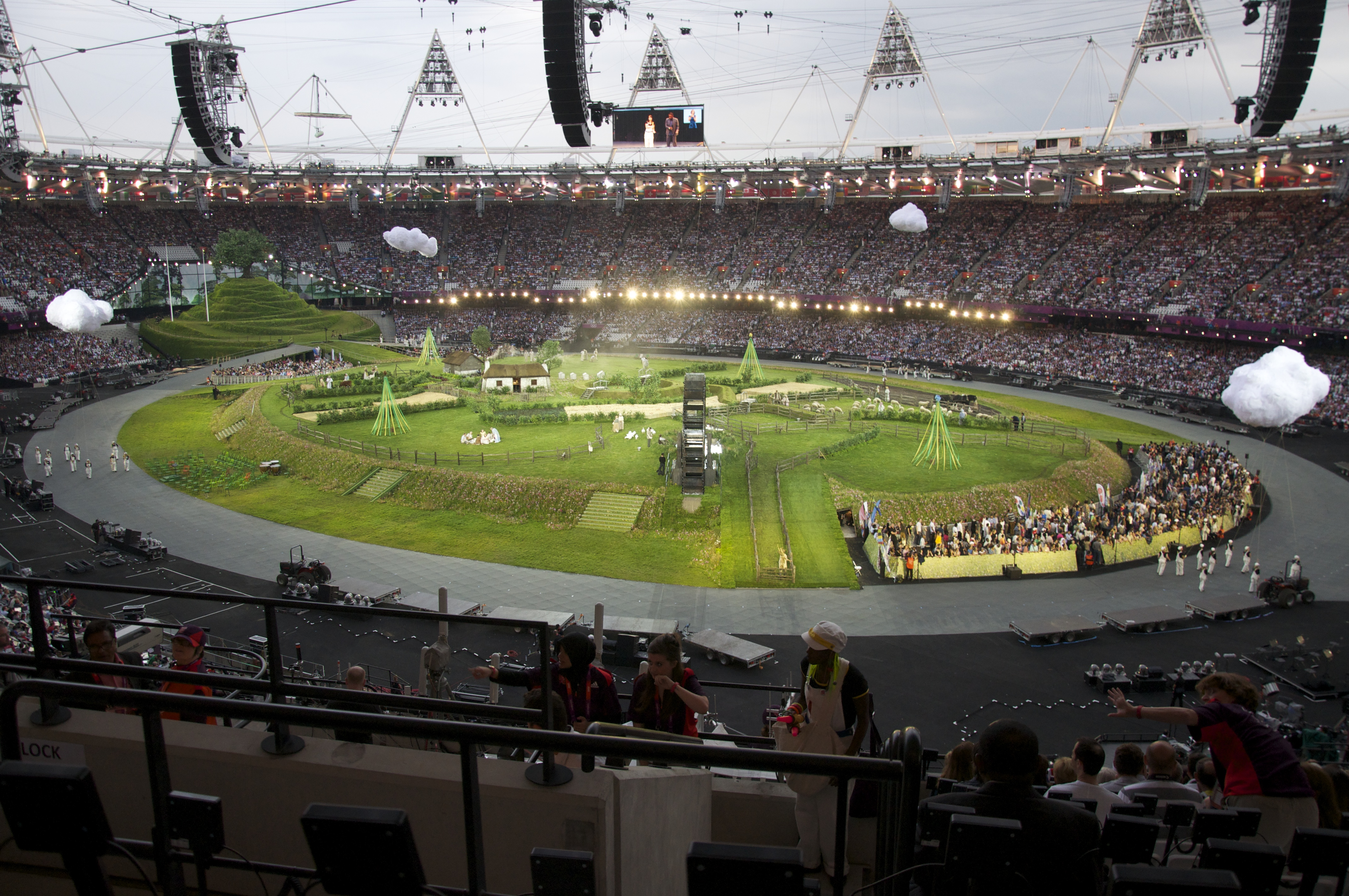
Lo stadio durante la cerimonia d'apertura dei Giochi olimpici

Lo stadio ha forma ellittica e, nella configurazione olimpica, era in grado di contenere 80000 spettatori.
Si compone di due elementi sovrapposti, la base dei quali è un elemento da 25000 posti in cemento a basso tenore di anidride carbonica poggiata su 5000 pilastri di cemento che affondano 20 m ciascuno nel terreno; lo studio Populous pose particolare attenzione sull'utilizzo di materiali riutilizzati, riutilizzabili e riciclabili; un involucro di tessuto correva per tutto il perimetro della facciata esterna coprendo la linea di giunzione tra i due livelli.
Per l'innalzamento della struttura tubolare fu usato diverso materiale non utilizzato per la costruzione del gasdotto nel mare del Nord tra cui i condotti in acciaio a grande diametro.
La pista d'atletica è ricavata da un fondo d'argilla rinvenuta sul sito di costruzione e il campo segue la naturale inclinazione del terreno, trovandosi al di sotto del filo stradale.
Dopo i Giochi, la parte superiore in acciaio (10000 t) sarebbe stata rimossa per portare la capienza a 25000 posti; l'impianto era stato progettato appositamente per permettere l'indipendenza della struttura inferiore una volta liberata di quella superiore.
Contrariamente alle previsioni, tuttavia, fu annunciato dopo le Olimpiadi che lo stadio non sarebbe stato ridotto a 25000 posti ma ne avrebbe mantenuti almeno 50000, e che i lavori di ristrutturazione sarebbero durati almeno fino a inizio 2015; E20 LLP, la società che rilevò lo stadio, formata al 65% dal London Legacy Development Corporation e al 35% dal consiglio distrettuale di Newham, commissionarono quindi un progetto di stadio di categoria UEFA 4 stelle, da 66000 spettatori e configurato con tribune retraibili; il West Ham Utd contribuì al progetto con 15000000 £, il distretto di Newham ne mise 40 e il resto fu finanziato da LLDC e governo; oltre alle tribune retraibili fu installato anche un tetto trasparente.
Dal 2016 il prato di gioco, delle dimensioni di 105 × 68 m, è in erba ibrida con tecnologia GrassMaster, messo in opera a cura del West Ham Utd.

### Critiche
Il progetto dello stadio non mancò di ricevere critiche, sia dal punto di vista del design che della funzionalità che, infine, dei costi.
Laddove, come indicato in precedenza, l'impianto ricevette elogi per il progetto ecosostenibile, cionondimeno fu criticato esteticamente e giudicato affine a «una ciotola di biancomangiare» la cui sommità esterna «è attraente quanto una ferrovia sopraelevata».
Fu anche messo in discussione il valore estetico dell'impianto, in rapporto al "Nido d'uccello" di Pechino che quattro anni prima ospitò i XXIX Giochi; mentre fu riconosciuto il buon lavoro impiegato nel progettare un'opera a basso impatto ambientale, dal punto di vista estetico fu giudicato poco innovativo e insufficiente.
Tom Dyckhoff, critico architettonico del Times, scrisse senza mezzi termini di «architettura sgonfia a prezzi gonfiati» aggiungendo, in tono tra il serio e l'ironico, che «nei prossimi anni gli storici useranno l'architettura dei giochi olimpici del 2008 e del 2012 quale ingegnoso indicatore del declino della civiltà occidentale e l'ascesa di quella orientale», individuando il problema della fondamentale irrilevanza estetica del progetto nella considerazione che «agli architetti è stato commissionato uno stadio del quale nessuno, dopo le Olimpiadi, sa cosa farne» per cui la volontà di non creare cattedrali nel deserto prevalse sull'impulso di creare opere monumentali.
Anche dopo i lavori post-olimpici lo stadio fu praticamente considerato una costruzione «né carne né pesce e utile a nulla», oggetto di investimenti sbagliati pur di giustificarne l'utilizzo: la pista d'atletica da mantenere nell'impianto faceva parte dei requisiti non negoziabili per poter avere le Olimpiadi, il che mal si concilia con il moderno uso calcistico; a seguire, il progetto delle tribune retraibili fu completamente errato e antieconomico perché ne fu scelto uno a tubi telescopici non meccanizzato che richiede 8000000 £ e svariate migliaia di ore/uomo soltanto per cambiare la configurazione ogni estate per gli usi di atletica leggera e di spettacolo.
Nel 2016 il Guardian scrisse che il peccato originale che grava sullo stadio fu, nel 2007, quello di non aver previsto per esso un eventuale futuro da impianto calcistico, cosa che fu decisa solo anni dopo a progetto ormai completato; l'analisi del quotidiano britannico tiene in conto che l'opinione pubblica non avrebbe gradito l'idea che un club calcistico privato potesse avere la possibilità di mettere le mani a poco prezzo su una struttura pagata con i soldi pubblici, il che giustificava l'intenzione originaria di utilizzare lo stadio, a regime, solo per l'atletica.
Qualcuno suggerì, per uscire dall'impasse, una soluzione simile a quella del contestato Millennium Dome, preso in gestione da una società privata con un contratto a lungo termine che sollevò la municipalità dagli oneri di conduzione, ma la circostanza che, nel caso del London Stadium, l'unico investitore adatto potrebbe essere solo il West Ham Utd, fece prefigurare una recrudescenza delle polemiche.

## Altri usi

### Usi sportivi

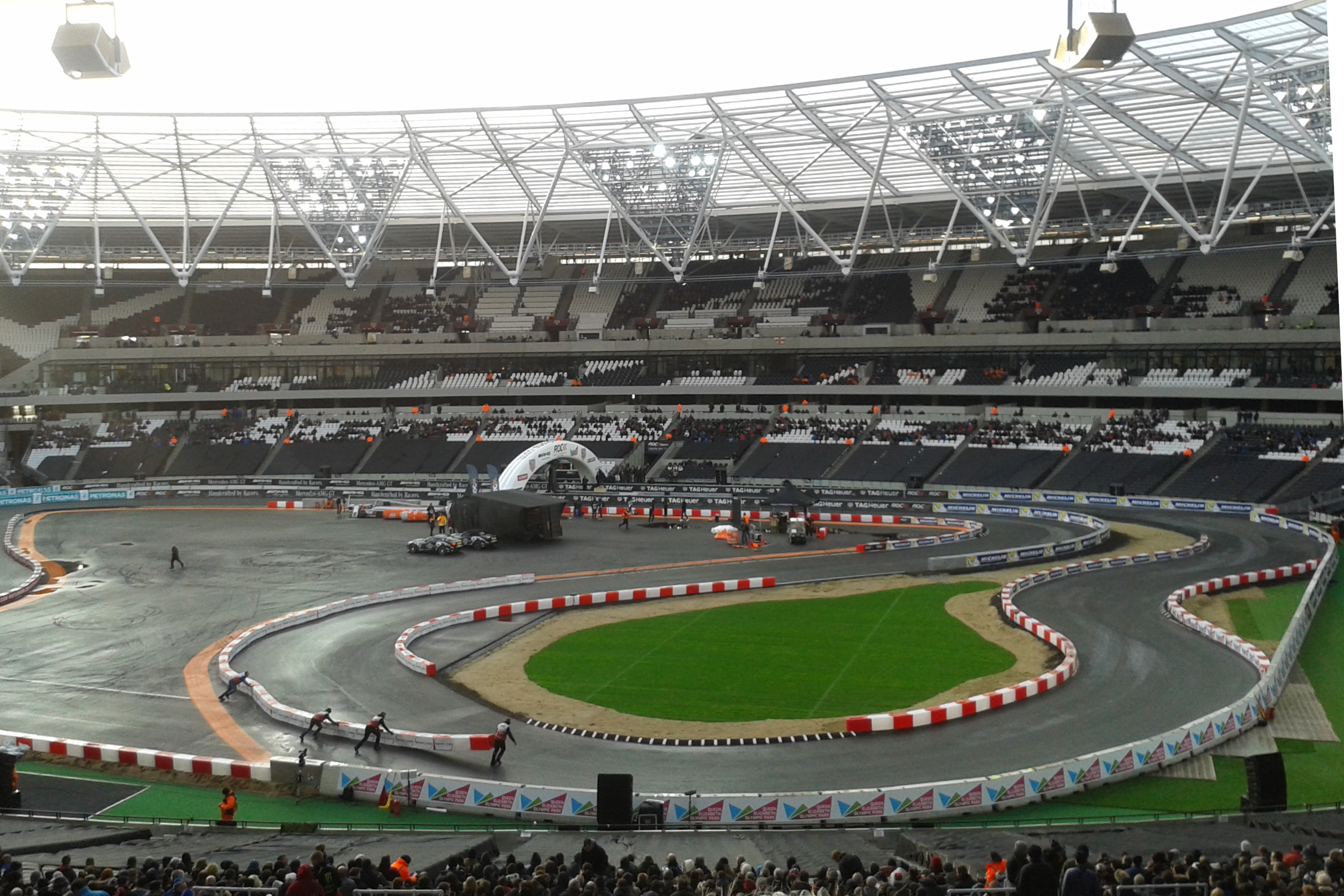
London Stadium in versione motoristica nel 2015

Analogamente a quanto organizzato a Wembley per il football americano, London Stadium siglò nel 2018 un accordo con la Major League Baseball per ospitare eventi di tale lega nella stagione estiva: i primi incontri ivi tenutisi furono una doppia sfida della MLB 2019 tra New York Yankees e Boston Red Sox a fine giugno.
Per ospitare tali incontri la capacità fu aumentata a 66000 spettatori e fu sovrapposta una nuova superficie di gioco a quella esistente.
Una successiva serie, già annunciata da un anno, tra Chicago Cubs e St. Louis Cardinals da tenersi nella MLB 2020, fu annullata a causa della pandemia di COVID-19.
A novembre 2015 l'impianto ospitò anche la Race of Champions, competizione motoristica di fine anno tra piloti di varie categorie sportive dalla Formula Uno alla Turismo; fu la prima volta dal 2008 che il Regno Unito organizzò tale manifestazione, che vide presenti nomi d'eccezione del panorama sportivo a quattro ruote come i britannici Andy Priaulx e Jason Plato, campioni a squadre, e il tedesco Sebastian Vettel, vincitore assoluto della competizione.
Per quanto riguarda invece il rugby a XIII, ospitò i suoi primi incontri internazionali di tale disciplina nel corso del Four Nations 2015, quando vide di scena la Nuova Zelanda battere l'Inghilterra 9-2; un anno più tardi, nella successiva edizione della stessa competizione, l'Australia batté 36-18 gli inglesi.
Già detto della Coppa del Mondo 2015 per quanto riguarda il rugby a XV, in tale disciplina l'impianto ha ospitato anche gare di cartello di club: nel 2018 vi si tenne il derby londinese Saracens – Harlequins di Premiership vinto 24-11 dai primi davanti a 55329 spettatori; 
Un anno più tardi, nello stesso stadio, i Sarries batterono di nuovo i Quins per 27-20 davanti a 42717 spettatori.

### Usi non sportivi
Il principale uso non sportivo del London Stadium è quello musicale: nel corso della sua ancora breve attività è stato frequentemente utilizzato come sede di concerti, il primo dei quali fu quello degli australiani AC/DC insieme ad Axl Rose il 4 giugno 2016, tappa del Rock or Bust World Tour; esattamente un anno più tardi vide di scena i Depeche Mode in una tappa del loro Global Spirit Tour.
A titolo esemplificativo e non esaustivo, tra gli altri vari artisti e gruppi di scena al London Stadium figurano anche i Rolling Stones nel 2018 durante il No Filter Tour, quarantottesima tournée della storica formazione britannica, Beyoncé pochi giorni dopo gli Stones con il suo On the Run II Tour e, nel 2019, i Muse come tappa del Simulation Theory World Tour.
A luglio 2021 l'esibizione musicale più recente al London Stadium è quella congiunta di Green Day, Fall Out Boy e Weezer, impegnati nel Hella Mega Tour: originariamente calendarizzata nel 2020, si tenne un anno per via dell'annullamento delle attività dello spettacolo a causa della pandemia di COVID-19.

## Incontri internazionali di rilievo

### Rugby a 13
| Arbitro: | Gerard Sutton |

|           |      |                  |
|           | mt   | 43’ Kenny-Dowall |
|           | tr   | 43’ Kahu         |
| Widdop 8’ | c.p. |                  |
|           | drop | 77’ Kahu         |

| Arbitro: | Robert Hicks |

|                                    |      |                                                                    |
| McGillvary 26’ Widdop 67’ Hall 76’ | mt   | 36’ Ferguson 47’ Inglis 57’ Scott 59’ Dugan 72’ Gillett 79’ Holmes |
| Widdop 67’, 77’                    | tr   | 36’, 47’, 57’, 59’ Thurston                                        |
| Widdop 12’                         | c.p. | 18’, 40’ Thurston                                                  |

### Rugby a 15
| Arbitro: | John Lacey |

|                              |      |               |
| Pietersen 6’ Etzebeth 43’    | mt   | 80+1’ Orlandi |
| Pollard 6’                   | tr   | 80+1’ Sánchez |
| Pollard 14’, 33’, 40+1’, 48’ | c.p. | 52’ Sánchez   |
|                              | drop | 41’ Sánchez   |